# 遠人愛
遠人愛（えんじんあい）とは哲学用語の一つ。これはフリードリヒ・ニーチェによって提唱された言葉であり、「最も遠い者への愛」、ツァラトゥストラはこう語ったで述べられた。これは当時に広まっていた隣人愛を否定して、新たな道徳を打ち立てるために主張された。
人間という生物は無限の自己超克を積み重ねるということで超人へと発展していき、そのようになった時の自己を愛するという現象が遠人愛とされる。遠人愛の実践のためには、超人となるべく卑小な自己を没落させるということになり、これにより真の自己愛と人類愛が成し遂げられるとされた。隣人愛を提唱する者などというのは、隣人に群がり世間に阿り俳優気取りに現を抜かしているに過ぎないという立場である。よって、連中は孤独に耐えて自己超克に努めて真実の自己愛を知ることなく、粗悪な自己愛に過ぎないものを隣人愛などという言葉で聖化させているに過ぎないという考え方に立つ。